# Orellana (provins)
Orellana är en provins i östra Ecuador.. Den administrativa huvudorten är Puerto Francisco de Orellana.

## Administrativ indelning
Provinsen är indelad i fyra kantoner:
- Aguarico
- Francisco de Orellana
- Joya de los Sachas
- Loreto